# Fulganco Cardozo
Fulganco Cardozo (Goa, 23 gennaio 1988) è un calciatore indiano, difensore del Guardian Angel.

## Carriera

### Club
Il 6 novembre 2019 firma col Dempo.

### Nazionale
Tra il 2016 ed il 2017 ha segnato un gol in 3 presenze con la maglia della nazionale indiana.

## Palmarès

### Club

#### Competizioni nazionali
- Indian Super League: 1

Chennaiyin: 2017-2018

## Statistiche

### Cronologia presenze e reti in nazionale
| Cronologia completa delle presenze e delle reti in nazionale ― India | Cronologia completa delle presenze e delle reti in nazionale ― India | Cronologia completa delle presenze e delle reti in nazionale ― India | Cronologia completa delle presenze e delle reti in nazionale ― India | Cronologia completa delle presenze e delle reti in nazionale ― India | Cronologia completa delle presenze e delle reti in nazionale ― India | Cronologia completa delle presenze e delle reti in nazionale ― India | Cronologia completa delle presenze e delle reti in nazionale ― India |
| Data                                                                 | Città                                                                | In casa                                                              | Risultato                                                            | Ospiti                                                               | Competizione                                                         | Reti                                                                 | Note                                                                 |
| -------------------------------------------------------------------- | -------------------------------------------------------------------- | -------------------------------------------------------------------- | -------------------------------------------------------------------- | -------------------------------------------------------------------- | -------------------------------------------------------------------- | -------------------------------------------------------------------- | -------------------------------------------------------------------- |
| 7-6-2016                                                             | Guwahati                                                             | India                                                                | 6 – 1                                                                | Laos                                                                 | Qual. Coppa d'Asia 2019                                              | 1                                                                    | 73’                                                                  |
| 13-8-2016                                                            | Thimphu                                                              | Bhutan                                                               | 0 – 3                                                                | India                                                                | Amichevole                                                           | -                                                                    |                                                                      |
| 22-3-2017                                                            | Phnom Penh                                                           | Cambogia                                                             | 2 – 3                                                                | India                                                                | Amichevole                                                           | -                                                                    |                                                                      |
| Totale                                                               |                                                                      | Presenze                                                             | 3                                                                    |                                                                      | Reti                                                                 | 1                                                                    |                                                                      |